# Йенги-Имам
Йенги-Имам (перс. ینگی امام‎) — село на севере Ирана, в остане Альборз. Входит в состав шахрестана Саводжболаг. Является частью дехестана (сельского округа) Сеидабад Центрального бахша.

## География
Село находится в центральной части Альборза, к югу от хребта Эльбурс, на расстоянии приблизительно 16 километров к западу-северо-западу (WNW) от Кереджа, административного центра провинции. Абсолютная высота — 1284 метра над уровнем моря.

## Население
По данным переписи 2006 года население села составляло 5234 человек (2716 мужчин и 2518 женщин). В Йенги-Имаме насчитывалось 1375 семей. Уровень грамотности населения составлял 79,92 %. Уровень грамотности среди мужчин составлял 81,70 %, среди женщин — 78 %.